# 스티븐 랜나지시
스티븐 래너지지(Stephen Rannazzisi, 1978년 7월 4일 ~ )는 미국의 배우, 스탠드업 코미디언이다.

## 출연 작품

### 영화
- 포 유어 컨시더레이션 (2006, For Your Consideration)
- 폴 블라트: 몰 캅 (2009)
- 이매진 댓 (2009) - 노아 컬릭 역
- Homewrecker (2009) - 찰스 역
- 어벤져스 오브 저스티스 (2018, Avengers of Justice: Farce Wars)

### 텔레비전
- 펑크드 (2003)
- 키친 컨피덴셜 (2005)
- 사만다 후? (2008-09)
- 더 리그 (2009-15)
- 아웃소스드 (2010)
- 뉴 걸 (2016)
- 커브 유어 엔수지애즘 (2017)